# Ashmeadiella stevensi
Ashmeadiella stevensi är en biart som beskrevs av Michener 1937. Ashmeadiella stevensi ingår i släktet Ashmeadiella och familjen buksamlarbin. Inga underarter finns listade i Catalogue of Life.